# Ondřej Štyler
Ondřej Štyler (ur. 1 czerwca 2000 w Pradze) – czeski tenisista, zwycięzca juniorskiego French Open 2018 w grze podwójnej.

## Kariera tenisowa
W karierze wygrał jeden deblowy turniej rangi ITF.
W 2018 roku, startując w parze z Naokim Tajimą wygrał juniorski French Open w grze podwójnej. Wówczas w finale czesko-japońska para przegrała z deblem Ray Ho-Tseng Chun-hsin. W tym samym sezonie, podczas Wimbledonu dotarł do finału juniorskiego turnieju w grze podwójnej. Startując w parze z Nicolásem Mejíą przegrał w decydującym meczu z Otto Virtanenen oraz Yankım Erelem.
Najwyżej sklasyfikowany w rankingu gry pojedynczej był na 1117. miejscu (17 grudnia 2018), a w klasyfikacji gry podwójnej na 694. pozycji (10 czerwca 2019).

### Finały juniorskich turniejów wielkoszlemowych w grze podwójnej (1–1)
| Końcowy wynik | Nr | Data            | Turniej            | Nawierzchnia | Partner       | Przeciwnicy              | Wynik finału |
| ------------- | -- | --------------- | ------------------ | ------------ | ------------- | ------------------------ | ------------ |
| Zwycięzca     | 1. | 10 czerwca 2018 | French Open, Paryż | Ceglana      | Naoki Tajima  | Ray Ho Tseng Chun-hsin   | 6:4, 6:4     |
| Finalista     | 1. | 15 lipca 2018   | Wimbledon, Londyn  | Trawiasta    | Nicolás Mejía | Otto Virtanen Yankı Erel | 6:7(5), 4:6  |